# Леттерман, Джонатан
Леттерман, Джонотан, (Jonathan Letterman) (11 декабря 1824 - 15 марта 1872). Американский хирург, военный врач, создатель системы Леттермана. Считается в США «отцом полевой медицины». Создал систему полевой медицины во время Гражданской войны в США, сначала в Потомакской армии, впоследствии эта система была принята как единая во всей армии США.

## Ранние годы
Леттерман родился в пенсильванском Канонсберге в семье известного хирурга Джонатана Латтермана Старшего и Энн Ритчи. Учился в колледже Джефферсона. Он окончил колледж в 1845, затем медицинский колледж в 1849, получил врачебное звание и в том же году вступил в армию США в должности ассистента хирурга. 
Служил во Флориде во время кампаний против семинолов до 1853 года. После года службы в Форт Рипли, Миннесота, был направлен в Форт Дефианс на территории Нью Мексико, где участвовал в кампании против апачей. После этого служил в Форте Монро, Вирджиния, с 1860 по 1861 год участвовал в кампаниях против индейцев Юта.

## Гражданская война
С началом Гражданской войны, Леттерман был направлен в армию Потомака, и в июне 1862 года назначен генеральным хирургом Хаммондом медицинским директором армии Потомака, в звании майора. Столкнувшись с дезорганизованность санитарной службы при отступлении после Семидневной битвы, он, при полной поддержке генерала Макклеллана занялся реорганизацией санитарной службы. Санитарные транспорты ("амбулансы", по тогдашней терминологии) были выведены из состава транспортной службы и сведены в корпус амбулансов (Ambulance Corps), защитив санитарный транспорт от нецелевого использования. Леттерман издал правила по гигиене лагеря и марша, и ввел обязательные тренировки для носильщиков. 
Под Фредериксбергом, при 12-тысячных потерях, понесенных Армией Потомака, организованная Леттерманом система позволила быстро осуществить уборку раненых с поля боя.

## После службы
Похоронен на Арлингтонском национальном кладбище.